# Plagiohammus granulosus
Plagiohammus granulosus là một loài bọ cánh cứng trong họ Cerambycidae.